# جيمس أ. بايارد
جيمس أ. بايارد هو محامي وسياسي أمريكي، ولد في 28 يوليو 1767 في فيلادلفيا في الولايات المتحدة، وتوفي في 6 أغسطس 1815 في ويلمنغتون في الولايات المتحدة. نشط حزبياً في الحزب الفيدرالي الأمريكي.

## مناصب
- انتخب عضو مجلس الشيوخ الأمريكي [الإنجليزية]‏ عن دائرة Delaware Class 2 senate seat ‏ وقد انضم خلال فترته النيابية [الإنجليزية]‏ (4 مارس 1811 – 4 مارس 1813) للكتلة البرلمانية الحزب الفيدرالي الأمريكي.
- انتخب عضو مجلس الشيوخ الأمريكي [الإنجليزية]‏ عن دائرة Delaware Class 2 senate seat ‏ وقد انضم خلال فترته النيابية [الإنجليزية]‏ (4 مارس 1809 – 4 مارس 1811) للكتلة البرلمانية الحزب الفيدرالي الأمريكي.
- انتخب عضو مجلس الشيوخ الأمريكي [الإنجليزية]‏ عن دائرة Delaware Class 2 senate seat ‏ وقد انضم خلال فترته النيابية [الإنجليزية]‏ (4 مارس 1807 – 4 مارس 1809) للكتلة البرلمانية الحزب الفيدرالي الأمريكي.
- انتخب عضو مجلس الشيوخ الأمريكي [الإنجليزية]‏ عن دائرة Delaware Class 2 senate seat ‏ وقد انضم خلال فترته النيابية [الإنجليزية]‏ (4 مارس 1805 – 4 مارس 1807) للكتلة البرلمانية الحزب الفيدرالي الأمريكي.
- انتخب عضو مجلس الشيوخ الأمريكي [الإنجليزية]‏ عن دائرة Delaware Class 2 senate seat ‏ وقد انضم خلال فترته النيابية [الإنجليزية]‏ (13 نوفمبر 1804 – 4 مارس 1805) للكتلة البرلمانية الحزب الفيدرالي الأمريكي.
- انتخب عضو مجلس النواب الأمريكي [الإنجليزية]‏ عن دائرة Delaware's at-large congressional district [الإنجليزية]‏ (4 مارس 1797 – 4 مارس 1803).
- انتخب عضو مجلس الشيوخ الأمريكي [الإنجليزية]‏ (13 نوفمبر 1804 – 4 مارس 1813).